# Lacollonge
Lacollonge est une commune française située dans le département du Territoire de Belfort, la région culturelle et historique de Franche-Comté et la région administrative Bourgogne-Franche-Comté. 
Elle est administrativement rattachée au canton de Grandvillars et fait partie du Grand Belfort. Ses habitants sont appelés les Lacollongeois.

## Géographie
Le village est arrosé par la Madeleine, une petite rivière qui prend sa source dans le massif des Vosges, sur le territoire du village de Lamadeleine-Val-des-Anges.

### Climat
Pour des articles plus généraux, voir Climat de la Bourgogne-Franche-Comté et Climat du Territoire de Belfort.
En 2010, le climat de la commune est de type climat des marges montargnardes, selon une étude du Centre national de la recherche scientifique s'appuyant sur une série de données couvrant la période 1971-2000. En 2020, Météo-France publie une typologie des climats de la France métropolitaine dans laquelle la commune est exposée à un climat semi-continental et est dans la région climatique  Vosges, caractérisée par une pluviométrie très élevée (1 500 à 2 000 mm/an) en toutes saisons et un hiver rude (moins de 1 °C). 
Pour la période 1971-2000, la température annuelle moyenne est de 9,8 °C, avec une amplitude thermique annuelle de 17,4 °C. Le cumul annuel moyen de précipitations est de 1 095 mm, avec 12,1 jours de précipitations en janvier et 10,3 jours en juillet. Pour la période 1991-2020, la température moyenne annuelle observée sur la station météorologique de Météo-France la plus proche, « Felon_sapc », sur la commune de Felon à 5 km à vol d'oiseau, est de 10,3 °C et le cumul annuel moyen de précipitations est de 1 056,1 mm. 
La température maximale relevée sur cette station est de 38 °C, atteinte le 7 août 2015 ; la température minimale est de −19,3 °C, atteinte le 20 décembre 2009,,. 
Les paramètres climatiques de la commune ont été estimés pour le milieu du siècle (2041-2070) selon différents scénarios d'émission de gaz à effet de serre à partir des nouvelles projections climatiques de référence DRIAS-2020. Ils sont consultables sur un site dédié publié par Météo-France en novembre 2022.

## Urbanisme

### Typologie
Au 1er janvier 2024, Lacollonge est catégorisée commune rurale à habitat dispersé, selon la nouvelle grille communale de densité à sept niveaux définie par l'Insee en 2022.
Elle est située hors unité urbaine. Par ailleurs la commune fait partie de l'aire d'attraction de Belfort, dont elle est une commune de la couronne,. Cette aire, qui regroupe 91 communes, est catégorisée dans les aires de 50 000 à moins de 200 000 habitants,.

### Occupation des sols
L'occupation des sols de la commune, telle qu'elle ressort de la base de données européenne d’occupation biophysique des sols Corine Land Cover (CLC), est marquée par l'importance des territoires agricoles (72,6 % en 2018), une proportion identique à celle de 1990 (72,6 %). La répartition détaillée en 2018 est la suivante : 
prairies (58,4 %), forêts (27,4 %), zones agricoles hétérogènes (14,1 %). L'évolution de l’occupation des sols de la commune et de ses infrastructures peut être observée sur les différentes représentations cartographiques du territoire : la carte de Cassini (XVIIIe siècle), la carte d'état-major (1820-1866) et les cartes ou photos aériennes de l'IGN pour la période actuelle (1950 à aujourd'hui).

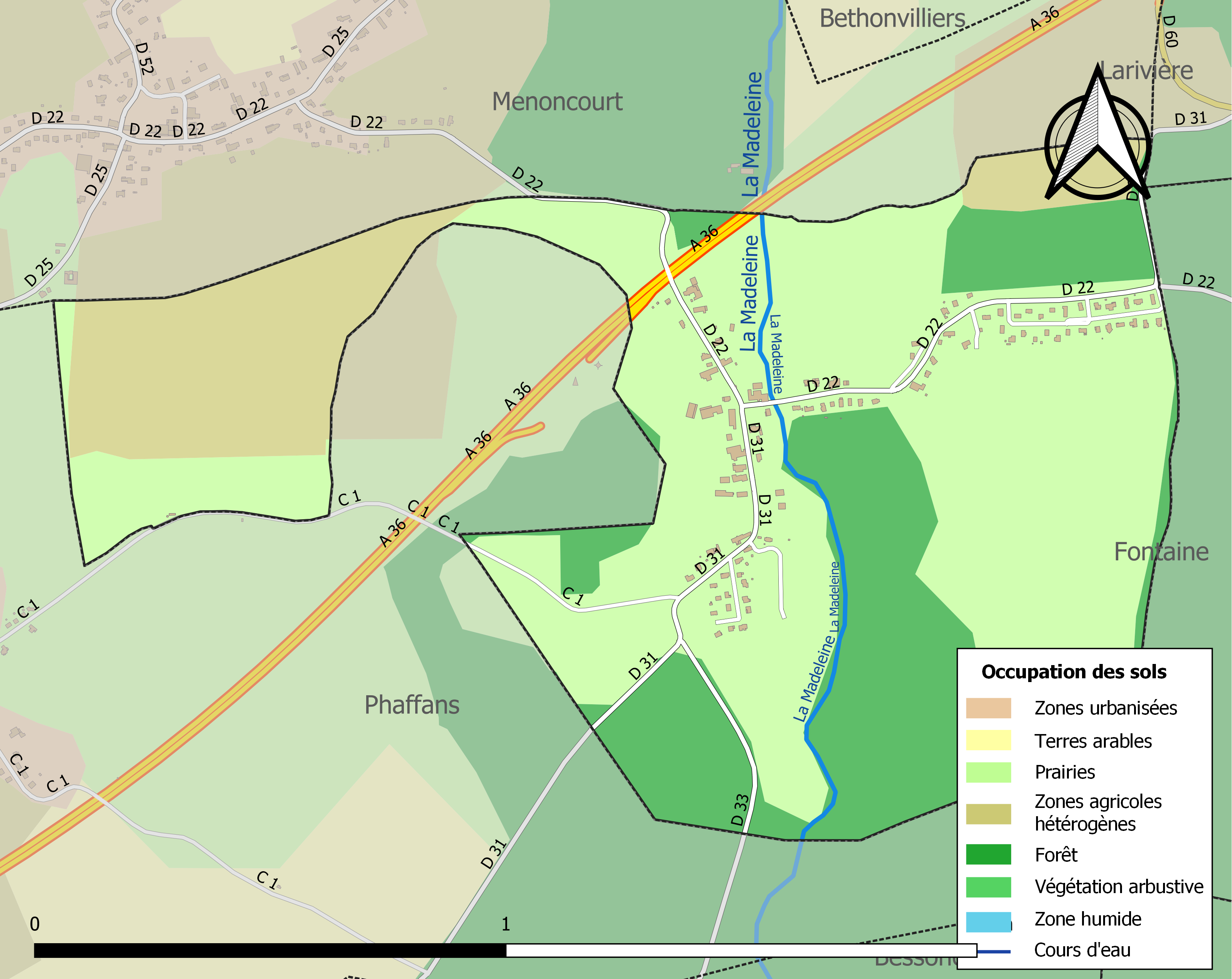
Carte des infrastructures et de l'occupation des sols de la commune en 2018 (CLC).

## Toponymie
- Golonsi (1576), La Collonge (1793).

## Histoire
Le site du village était déjà occupé à l'âge du fer comme l'indique une fouille archéologique dans laquelle fut découvert un casque de l'époque de La Tène. Sauf confusion avec une autre localité, le nom de La Quelonge apparaît dans les archives à partir de 1196. Une colonge est alors une exploitation sur laquelle un colon a été établi par le propriétaire du lieu (monastère...). Par la suite, un hameau peut se développer si l'endroit est favorable. Lacollonge était autrefois rattachée à la mairie et à la paroisse de Phaffans.

## Politique et administration
| Période                                  | Période   | Identité                | Étiquette | Qualité |
| ---------------------------------------- | --------- | ----------------------- | --------- | ------- |
| Les données manquantes sont à compléter. |           |                         |           |         |
| mars 2001                                | mars 2008 | Rodolphe Barrière-Varju | ...       | ...     |
| mars 2008                                | 2014      | Marc Tisserand          |           |         |
| 2014                                     | En cours  | Michel Blanc            |           |         |

## Population et société

### Démographie
L'évolution du nombre d'habitants est connue à travers les recensements de la population effectués dans la commune depuis 1793. Pour les communes de moins de 10 000 habitants, une enquête de recensement portant sur toute la population est réalisée tous les cinq ans, les populations de référence des années intermédiaires étant quant à elles estimées par interpolation ou extrapolation. Pour la commune, le premier recensement exhaustif entrant dans le cadre du nouveau dispositif a été réalisé en 2005.

En 2022, la commune comptait 234 habitants, en stagnation par rapport à 2016 (Territoire de Belfort : −2,78 %, France hors Mayotte : +2,11 %).
| 1793 | 1800 | 1806 | 1821 | 1831 | 1836 | 1841 | 1846 | 1851 |
| ---- | ---- | ---- | ---- | ---- | ---- | ---- | ---- | ---- |
| 159  | 163  | 181  | 208  | 224  | 217  | 215  | 216  | 187  |

| 1856 | 1861 | 1866 | 1872 | 1876 | 1881 | 1886 | 1891 | 1896 |
| ---- | ---- | ---- | ---- | ---- | ---- | ---- | ---- | ---- |
| 165  | 142  | 141  | 141  | 136  | 145  | 133  | 140  | 114  |

| 1901 | 1906 | 1911 | 1921 | 1926 | 1931 | 1936 | 1946 | 1954 |
| ---- | ---- | ---- | ---- | ---- | ---- | ---- | ---- | ---- |
| 112  | 100  | 108  | 90   | 88   | 77   | 85   | 66   | 66   |

| 1962 | 1968 | 1975 | 1982 | 1990 | 1999 | 2005 | 2006 | 2010 |
| ---- | ---- | ---- | ---- | ---- | ---- | ---- | ---- | ---- |
| 68   | 71   | 153  | 182  | 198  | 221  | 236  | 233  | 256  |

| 2015 | 2020 | 2022 | - | - | - | - | - | - |
| ---- | ---- | ---- | - | - | - | - | - | - |
| 239  | 226  | 234  | - | - | - | - | - | - |

Le village comptait une centaine d'habitants au milieu du XVIIIe siècle.

### Héraldique
| Armes de Lacollonge | Les armes peuvent se blasonner ainsi : De sable à la roue de moulin de huit rais d'argent accompagnée à chaque canton de deux épis de blé d'or, les tiges passées en sautoir, ceux de dextre en barre, ceux de senestre en bande, surmontée d'un casque italo-celtique du même et soutenue d'une fleur de lys aussi d'or. Différences entre dessin et blasonnement : la roue de moulin dite de 8 rais est dessinée de 4; les épis dits en sautoir sont dessinés en bouquets. |

## Pour approfondir